# Mañana es para siempre
Mañana es para siempre (no Brasil: Amanhã é Para Sempre) é uma telenovela mexicana produzida por Nicandro Díaz González para a Televisa e exibida pelo Canal de las Estrellas entre 20 de outubro de 2008 a 14 de junho de 2009, substituindo Fuego en la sangre e sendo substituída por Sortilégio.
Trata-se de um remake da telenovela colombiana Pura sangre, produzida pela RCN em 2007.
A trama é protagonizada por Fernando Colunga e Silvia Navarro; antagonizada por Lucero, Sergio Sendel, Roberto Palazuelos e María Prado; A trama tem participação especial da primeira atriz María Rojo e dos primeiros atores Luis Bayardo, Humberto Elizondo e Rogelio Guerra, em papel duplo como antagonista.

## Enredo
Fernanda é a filha caçula do fazendeiro Gonçalo Elizalde, dono de uma grande companhia leiteira, e Eduardo é filho de Soledade, a governanta da família Elizalde. As duas crianças têm crescido juntas e unidas por um amor inocente e justo, apesar da diferença de classes sociais.
Gonçalo vive feliz com sua esposa Montserrat e seus cinco filhos, sem suspeitar que um inimigo implacável acerca aos seus. Artêmio Bravo sente um ódio intenso e amargo de Gonçalo, que tem corroído sua mente e, sua única meta é destruir, lenta e dolorosamente, toda a família Elizalde. Para isso, Artêmio utiliza uma jovem sem escrúpulos que chega a empresa de Gonçalo com o nome de Rebeca Sánchez, que, posteriormente, muda sua identidade para Bárbara Greco. Sua inteligência causa boa impressão em Gonçalo, que a contrata como sua assistente pessoal. Pouco a pouco, e com muita astúcia, Bárbara obtém total confiança.
As primeiras vítimas de Bárbara são Eduardo e Fernanda, que os descobre beijando-se. Muito sutil e venenosa, Bárbara convence Montserrat de que Eduardo pode ser um perigo para a menina e o garoto é enviado para um internato na cidade. As cartas dos meninos chegam às mãos de Soledade e ela, com muita dor, decide não entregá-las a eles. Isso faz com que Fernanda se sinta esquecida por Eduardo.
O próximo passo no plano de Artêmio é fazer com que Bárbara seja a esposa de Gonçalo, e isso significa que Montserrat deve morrer. Bárbara a asfixia com uma almofada e faz com que a filha mais velha do casal, Liliana, seja a culpada. Gritando por sua inocência, a desesperada adolescente acaba sendo internada em uma clínica psiquiátrica. Posteriormente, Gonçalo se casa com Bárbara e a nomeia membro da junta diretiva da empresa.
Soledade é a única que sabe até onde pode chegar a maldade de Bárbara, mas, tem que se calar. Vive um inferno durante anos, sentindo saudades de seu filho Eduardo, e com o eterno temor de que Bárbara cumpra sua ameaça de que ele morrerá. Os anos passam e, Eduardo, depois de ter se magistrado nos Estados Unidos, volta à fazenda e encontra sua mãe muito doente. Ela conta do suplício que tem vivido e ele jura fazer justiça.
Bárbara utiliza seu novo cúmplice: Adriano, noivo e posteriormente marido de Fernanda, mas amante de sua "sogra". Eduardo, com o nome de Franco Santoro, consegue entrar na empresa com a intenção de descobrir e fazer pagar aos responsáveis de suas desgraças. Fernanda sente uma forte e inexplicável atração por ele, e surge novamente entre eles aquele grande amor que nunca morreu.
Soledade, sentindo que a morte a cerca, entrega a Liliana o cofre com o segredo de seu sofrimento, com a esperança de que algum dia ela possa ser vingada da injustiça que pesa sobre ela. Pouco depois, com a ajuda de Eduardo, Liliana denuncia Bárbara. Artêmio, na verdade, é meio irmão de Gonçalo e pretendia deixá-lo na ruína. Adriano e Bárbara se traem mutuamente.
A família Elizalde finalmente fica livre de Bárbara, que termina presa e desfigurada, por ter tentado suicídio ateando fogo em seu próprio corpo. Eduardo e Fernanda por fim podem ser felizes, sabendo que a maior força que existe é o verdadeiro amor.

## Elenco
| Intérprete                  | Personagem                                                  |
| --------------------------- | ----------------------------------------------------------- |
| Fernando Colunga            | Eduardo Juarez Cruz / Franco Santoro Ibarra                 |
| Silvia Navarro              | Fernanda Elizalde Rivera / Fernanda Elizalde de Galhardo    |
| Lucero                      | Bárbara Greco "A Hiena" de Elizalde / Rebeca Sanches Frutos |
| Sergio Sendel               | Adriano Galhardo Rosa                                       |
| Rogelio Guerra              | Gonçalo Elizalde Linares                                    |
| Rogelio Guerra              | Artêmio Bravo                                               |
| Dominika Paleta             | Liliana "Lili" Elizalde Rivera                              |
| Carlos de la Mota           | Santiago Elizalde Rivera                                    |
| Ariadne Díaz                | Aurora Mendonça / Aurora Artemiza Sanches Frutos            |
| Aleida Núñez                | Gardênia Campillo                                           |
| Guillermo Capetillo         | Aníbal Elizalde Rivera                                      |
| Guillermo Capetillo         | Jerônimo Elizalde                                           |
| Roberto Palazuelos          | Camilo Elizalde Rivera                                      |
| Arleth Terán                | Priscila Avelar de Elizalde                                 |
| Marisol del Olmo            | Érika Astorga                                               |
| Mario Iván Martínez         | Steve Norton Junior                                         |
| Fabián Robles               | Vladimir Pinheiro                                           |
| Alejandro Ruiz              | Jacinto Cordeiro                                            |
| Dacia Arcaráz               | Margarida Campillo de Cordeiro                              |
| Claudia Ortega              | Flor "Florzinha" Campillo                                   |
| Ricardo Silva               | Dr. Plutarco Oregón                                         |
| Tania Vázquez               | Vênus García Ramos / Lovely Norton                          |
| Mariana Ríos                | Marina Tinoco                                               |
| Jaime Garza                 | Silvestre Tinoco                                            |
| Luis Bayardo                | Ciro Palafox                                                |
| Eugenio Cobo                | Dr. Eusébio                                                 |
| Edith Márquez               | Dra. Julieta Sotomayor                                      |
| Carlos Cámara Jr.           | Dr. Jacó Rosa / Bruno Manfredi                              |
| Rafael Novoa                | Miguel Lascuráin                                            |
| Luis Gimeno                 | Padre Bosco San Román                                       |
| Mariana Seoane              | Sheila                                                      |
| Humberto Elizondo           | Augusto Astorga                                             |
| Lourdes Munguía             | Dolores de Astorga "Dolly"                                  |
| Ofelia Cano                 | Dolores de Astorga "Dolly"                                  |
| Benjamín Rivero             | Lúcio Bernardes                                             |
| Janet Ruiz                  | Agripina Guerreiro                                          |
| Zaneta                      | Natasha Baeza                                               |
| Jacqueline Arroyo           | Tomásia                                                     |
| Adriana Rojo                | Madre Superiora                                             |
| Hilda Aguirre               | Graziela de Palafox                                         |
| Rafael del Villar           | Simão Palafox                                               |
| Yolanda Ciani               | Úrsula Rosa de Galhardo                                     |
| Adalberto Parra             | Renê Manzanares Silveira                                    |
| María Prado                 | Dominga Oliveira Chaves                                     |
| Jaime Lozano                | Jairo Rocha                                                 |
| Rudy Casanova               | Mário                                                       |
| Alberto Chávez              | Nestor                                                      |
| Manuel Raviela              | Rico                                                        |
| Esteban Franco              | Osvaldo                                                     |
| Salvador Ibarra             | Dr. Celso Rey                                               |
| Archie Lanfranco            | Orlando Avelar                                              |
| María Rojo                  | Soledade Cruz de Juarez                                     |
| Erika Buenfil               | Montserrat Rivera de Elizalde                               |
| Ignacio López Tarso         | Dr. Isaac Newton Barreto                                    |
| Juan Carlos Casasola        | Graciliano Bolto                                            |
| Adanely Núñez               | Ana Gregória Bravo                                          |
| Cecilia Gabriela            | Maria da Graça Linares de Elizalde                          |
| Gustavo Rojo                | Bispo Terra Santa                                           |
| Josefina Echánove           | Rosa, a bruxa                                               |
| Aléa Yólotl                 | Ruth                                                        |
| María Morena                | Irmã Fidélia                                                |
| Pedro Weber "Chatanuga"     | Tobias                                                      |
| Enrique Lizalde             | Juiz                                                        |
| Juan Antonio Edwards        | Efraín Granjeiro                                            |
| Alfredo González            | Macário Naranjo Sarmento                                    |
| Padre José de Jesús Aguilar | Ele mesmo                                                   |
| Enrique Borja Jr.           | Rubens Villasana                                            |
| Rodrigo Tejeda              | Jaime Correa                                                |
| David Rencoret              | Comandante Loyola                                           |
| Teo Tapia                   | Diretor Curiel                                              |
| Ricardo de Pascual          | Padre Inácio                                                |
| Ricardo Cortés              | Morales                                                     |
| Tanneke Mariscal            | Nádia                                                       |
| Jorge de Marín              | Ubaldo                                                      |
| Filippa Giordano            | Ela mesma                                                   |
| Cristina Bernal             | Gilda                                                       |
| Haydée Navarra              | Sofia Rivas                                                 |
| Vilma Traca                 | Joana                                                       |
| Jean Safont                 | Brandão                                                     |
| Marina Marín                | Maria da Conceição Lopes                                    |
| Ricardo Palazzi             | Pai de Bárbara                                              |
| Ángeles Balvanera           | Mãe de Bárbara                                              |
| Ana Martín                  | Convidada do casamento de Fernanda e Eduardo                |
| Eduardo Rubalcaba           | Capanga de Artêmio que atira em Eduardo                     |
| Andrea Legarreta            | Repórter                                                    |
| Víctor Alfredo Jiménez      | Enfermeiro                                                  |
| Pepe Olivares               | Enfermeiro                                                  |
| Ana Elena Saldívar          | Enfermeira                                                  |
| Marcelia Baetens            | Recepcionista                                               |
| Violeta Puga                | Fernanda Elizalde Rivera (Menina)                           |
| Omar Yubeili                | Eduardo Juarez Cruz (Menino)                                |
| Nancy Patiño                | Liliana Elizalde Rivera (Jovem)                             |
| Brayam Alejandro            | Jacinto Cordeiro (Menino)                                   |
| Alberich Bormann            | Aníbal Elizalde Rivera (Jovem)                              |
| Ángel Mar                   | Camilo Elizalde Rivera (Jovem)                              |

## Exibição

### No México
Durante as duas primeiras semanas, dividiu o horário com os últimos capítulos da telenovela Fuego en la Sangre, e apresentava capítulos de meia hora. Assim como durante as suas duas últimas semanas dividiu horário com Sortilegio.
O último capítulo foi exibido num domingo. Na época, apenas as adaptações de novelas colombianas (como La fea más bella, Destilando amor e Fuego en la sangre) conseguiram esse feito.
Foi reprisada pelo seu canal original entre 8 de agosto de 2016 e 27 de janeiro de 2017, em 125 capítulos, substituindo Para volver a amar e sendo substituída por Corazón indomable, ao meio-dia, e novamente em 23 de dezembro de 2020, substituindo Soy tu dueña, às 16h30. A partir de 26 de abril de 2021 assume o horário das 14h30, com capítulos de duas horas, substituindo Corazón indomable. A retransmissão chegou ao fim em 14 de junho de 2021, com 124 capítulos, sendo substituída por La fuerza del destino.

### Exibição no Brasil
Foi exibida no Brasil, pela CNT no horário nobre, de 7 de setembro de 2009 a 23 de abril de 2010, sendo substituída por Paixão.
Foi exibida pela primeira vez pelo TLN Network de 28 de outubro de 2013 a 6 de junho de 2014, substituindo Abraça-me Muito Forte e sendo substituída por Mundo de Feras.
Foi exibida pela segunda vez pelo TLN Network de 14 de agosto de 2017 a 23 de março de 2018, substituindo A Madrasta e sendo substituída por A Que Não Podia Amar.
Foi exibida pelo SBT com nova dublagem de Rio Sound e edição de 19 de fevereiro a 3 de agosto de 2018, em 120 capítulos, substituindo Um Caminho para o Destino e sendo substituída pela terceira reprise da brasileira Carrossel. Inicialmente sua classificação indicativa era “Livre para todos os públicos”, mas, o Ministério da Justiça detectou atos de “drogas lícitas, ato violento, relação sexual, apelo sexual e erotização”, assim, a novela passou a ser “inapropriada para menores de 12 anos”.
Foi exibida pela segunda vez pelo SBT de 29 de novembro de 2021 a 19 de julho de 2022, em 161 capítulos, substituindo Coração Indomável e sendo substituída pela inédita A Desalmada, na faixa das 17h30 e a partir de 13 de dezembro, passa a ser exibida ás 17h45 com a entrada de Mar de Amor ás 17h00. Em 16 de maio de 2022, passou a ser exibida ás 18h30, ganhando mais tempo no ar com o fim de Se Nos Deixam. Não foi exibida nos dias 15 e 22 de fevereiro, 8 e 15 de março, as quatro datas em ocasião da cobertura da Liga dos Campeões da UEFA, 12 e 18 de julho de 2022 em ocasião da transmissão da Copa América Feminina, com a cobertura dos jogos do Brasil contra os times do Uruguai e Venezuela. O último capítulo foi exibido excepcionalmente no dia posterior ao jogo, algo que só ocorreu com o final de Amores Verdadeiros.

## Audiência

### No México
Em sua exibição original, teve média geral de 27,9 pontos.

### No Brasil
Exibição Original
Em seu primeiro capítulo na exibição do SBT, estreou com 6,8 pontos. Mas no segundo capítulo a novela começou a mostrar reação e cravou 8,6 pontos, sua maior audiência até então. Sua menor audiência foi registrada em 5 de março, quando registrou 6,2 pontos. Bateu recorde em 23 de julho registrando 8,7 pontos.
O último capítulo exibido em 3 de agosto registrou a maior audiência de toda a exibição da trama, 9,0 pontos, com picos de 9,6, e 12,9% de share. Fechou com a média geral de 7,3 pontos, se tornando a 7.ª telenovela mais vista da sessão "Novelas da Tarde" e a terceira na faixa das 18h15.
Reprise
Reestreou com 6,3 pontos, mantendo os bons números das novelas da tarde. O segundo capítulo registrou 6,5 pontos. O quarto capítulo registrou 7,2 pontos de média e 13% de share, apresentando o melhor desempenho do horário das 17h30 desde Meu Coração é Teu.
Em 7 de dezembro de 2021, registrou apenas 3,7 pontos, sendo prejudicada pela mudança de horário por conta da transmissão da Liga dos Campeões da Europa, com a partida entre Real Madrid e Inter de Milão.
O último capítulo registrou 6,3 pontos. Teve média geral de 5,5 pontos. Apesar de ser considerado dentro do padrão para a faixa vespertina, teve o menor índice desde a reapresentação de No Limite da Paixão. Além disso, a novela perdeu boa parte do seu público, sendo causada por várias mudanças de horário devido a cobertura de jogos de futebol na faixa vespertina.

## Dados técnicos
- História original: Mauricio Navas, Guillermo Restrepo, Conchita Ruiz e Tania Cárdenas
- Adaptação livre: Kary Fajer
- Co-adaptação: Gerardo Luna
- Edição literária: Rosario Velicia
- Coordenação literária: Olivia Reyes
- Direção de câmeras: Alejandro Frutos e Gabriel Vásquez
- Direção de cenas: Salvador Garcini e Ricardo de la Parra
- Produtores associados: María del Carmen Marcos e Antonio Arvizu
- Produção de Nicandro Díaz González

## Premios e Indicações

### PremioTvyNovelas 2010
| Categoria                 | Indicados              | Resultados |
| ------------------------- | ---------------------- | ---------- |
| Melhor Telenovela         | Nicandro Díaz González | Indicado   |
| Melhor Atriz Protagonista | Lucero                 | Indicado   |
| Melhor Ator Protagonista  | Fernando Colunga       | Indicado   |
| Melhor Ator Antagonista   | Rogelio Guerra         | Indicado   |
| Melhor Ator Coestelar     | Mario Iván Martínez    | Indicado   |
| Melhor Primeiro Ator      | Luis Gimeno            | Venceu     |
| Melhor Tema Musical       | Alejandro Fernández    | Indicado   |

### Prêmios People em Espanhol 2009
| Categoría            | Persona                         | Resultado |
| -------------------- | ------------------------------- | --------- |
| Melhor telenovela    | Nicandro Díaz González          | Venceu    |
| Melhor atriz         | Silvia Navarro                  | Indicado  |
| Melhor ator          | Fernando Colunga                | Venceu    |
| Melhor vilã/vilão    | Lucero                          | Venceu    |
| Melhor vilã/vilão    | Sergio Sendel                   | Indicado  |
| Melhor atriz juvenil | Ariadne Díaz                    | Indicado  |
| Surpresa do ano      | Silvia Navarro                  | Venceu    |
| Melhor casal         | Silvia Navarro Fernando Colunga | Venceu    |

### Prêmios ACE
| Categoria               | Pessoa | Resultado |
| ----------------------- | ------ | --------- |
| Melhor atuação feminina | Lucero | Venceu    |

### Copa Televisa
| Ano  | Categoria         | Telenovela             | Resultado |
| ---- | ----------------- | ---------------------- | --------- |
| 2009 | Melhor telenovela | Mañana es para siempre | Venceu    |